# Alúvium Západného Turca
Alúvium Západného Turca este o arie protejată (arie specială de conservare — SAC, sit de importanță comunitară — SCI) din Slovacia întinsă pe o suprafață de 198,61 ha, integral pe uscat.

## Localizare
Centrul sitului Alúvium Západného Turca este situat la coordonatele 48°31′59″N 20°09′43″E / 48.532969°N 20.161872°E.

## Înființare
Situl Alúvium Západného Turca a fost declarat sit de importanță comunitară în decembrie 2021.

## Biodiversitate
Situată în ecoregiunile alpină și panonică, aria protejată conține 2 habitate naturale: Fânețe de joasă altitudine (Alopecurus pratensis, Sanguisorba officinalis), Păduri aluvionare cu Alnus glutinosa și Fraxinus excelsior (Alno-Padion, Alnion incanae, Salicion albae).
La baza desemnării sitului se află mai multe specii protejate:
- amfibieni (1): izvoraș-cu-burta-galbenă (Bombina variegata)
- nevertebrate (2): Cordulegaster heros, Unio crassus
- pești (6): Barbus meridionalis, hadină (Eudontomyzon danfordi), boarță (Rhodeus sericeus amarus), Romanogobio albipinnatus, porcușor de nisip (Romanogobio kesslerii), câră (Sabanejewia balcanica)